# Megakaryocyt

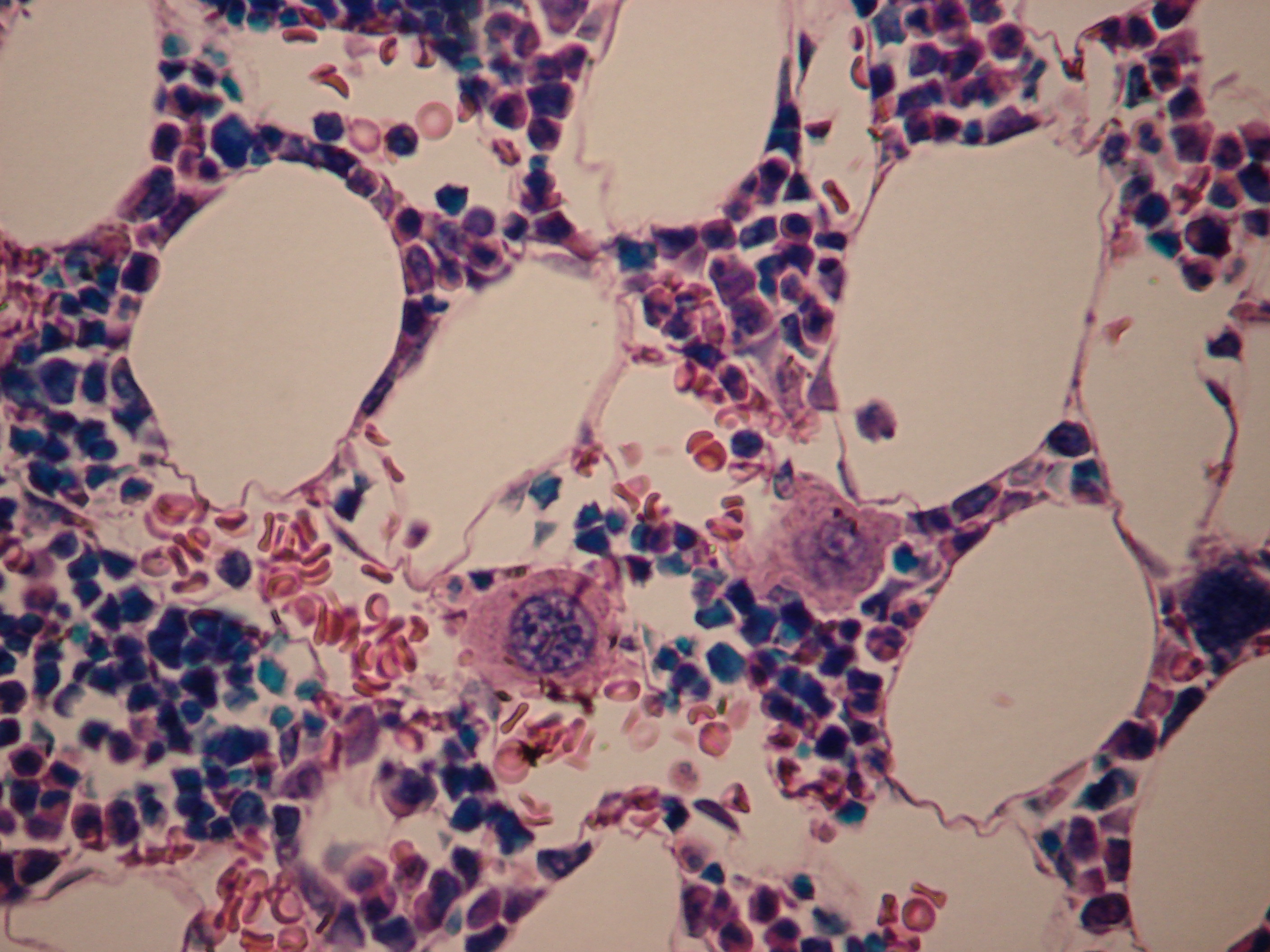
Megakaryocyty v kostní dřeni (na obrázku dva růžové objekty uprostřed)

Megakaryocyt je velká buňka, z níž vznikají krevní destičky. Vzniká z hematopoetické kmenové buňky a dosahuje velikosti 40–150 mikrometrů. Jádra megakaryocytů mají laločnatý tvar a obsahují mnohokrát zmnoženou genomovou DNA (nejčastěji 16×). Nejvíce megakaryocytů se nachází v kostní dřeni, ale jsou přítomny také v plicích a v menší míře i v jiných orgánech.
Tvorba krevních destiček neprobíhá typickým způsobem, jako u zbytku krvetvorby, protože krevní destičky vlastně nejsou buňky. Megakaryocyt zřejmě tvoří cytoplazmatické výběžky zasahující přímo do dutiny krevních vlásečnic a destičky se z megakaryocytů pouze odlamují jako váčky cytoplazmy.